# Cathopsyche
Cathopsyche é um gênero de mariposa pertencente à família Acrolophidae.